# سوزانا سالتر
 سوزانا سالتر (انگلیسی: Susanna Salter؛ ۲ مارس ۱۸۶۰ – ۱۷ مارس ۱۹۶۱) یک سیاست‌مدار اهل ایالات متحده آمریکا بود.